# مجرة زايفرت

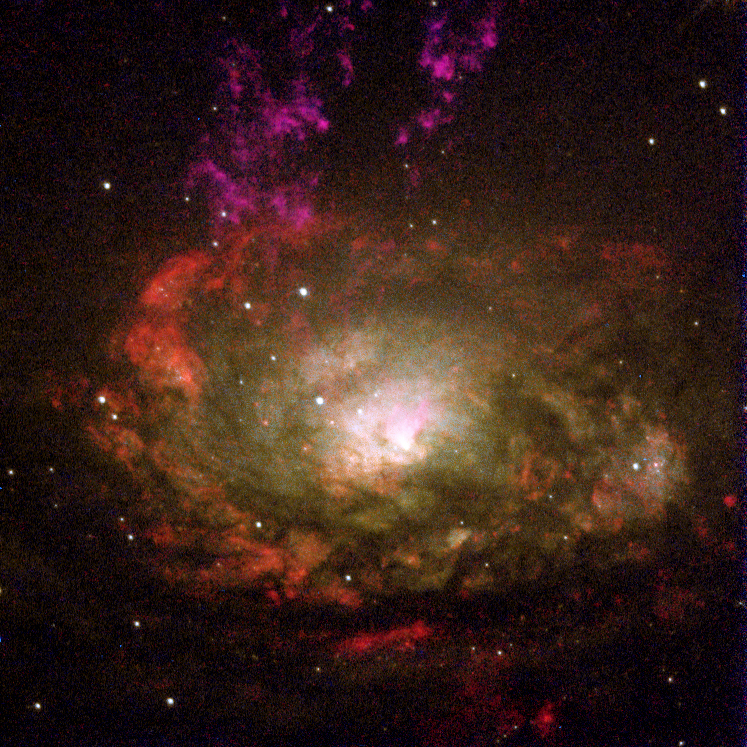
Circinus Galaxy من نوع زايفرت 2. (عن ناسا)، تلسكوب هابل الفضائي NASA.

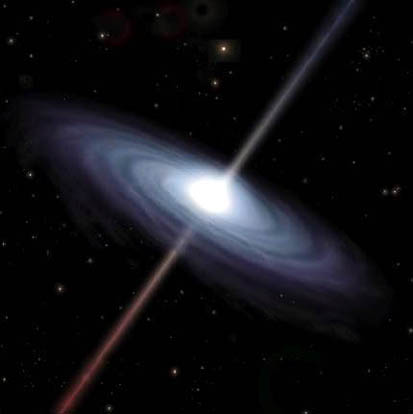
صورة تخيلية لنواة مجرة نشطة :تندفع مادة القرص إلى ثقب أسود في المركز. تدور حوله البلازما بسرعات فائقة ويندفع جزء منها في هيئة نفاثات تحت تأثير مجاله المغناطيسي الشديد.

مجرة زايفرت أو مجرات زايفرت (بالإنجليزية: Seyfert galaxies)‏ هو تصنيف زايفرت  لأنواع من المجرات تصدر إشعاعا ناشئا عن غاز شديد التأين، ويبدو لنا هذا الإشعاع على هيئة خطوط متميزة في الطيف. سميت مجرات زايفرت باسم العالم الفلكي كارل زايفرت، أول من اكتشف هذا النوع من المجرات عام 1943 .
ويعتبر هذا التصنيف جزءا من ضمن تصنيف نواة مجرة نشطة active galactic nuclei ، ويعتقد أنها تحتوي على ثقب أسود فائق الضخامة.

## خصائص مجرات زايفرت

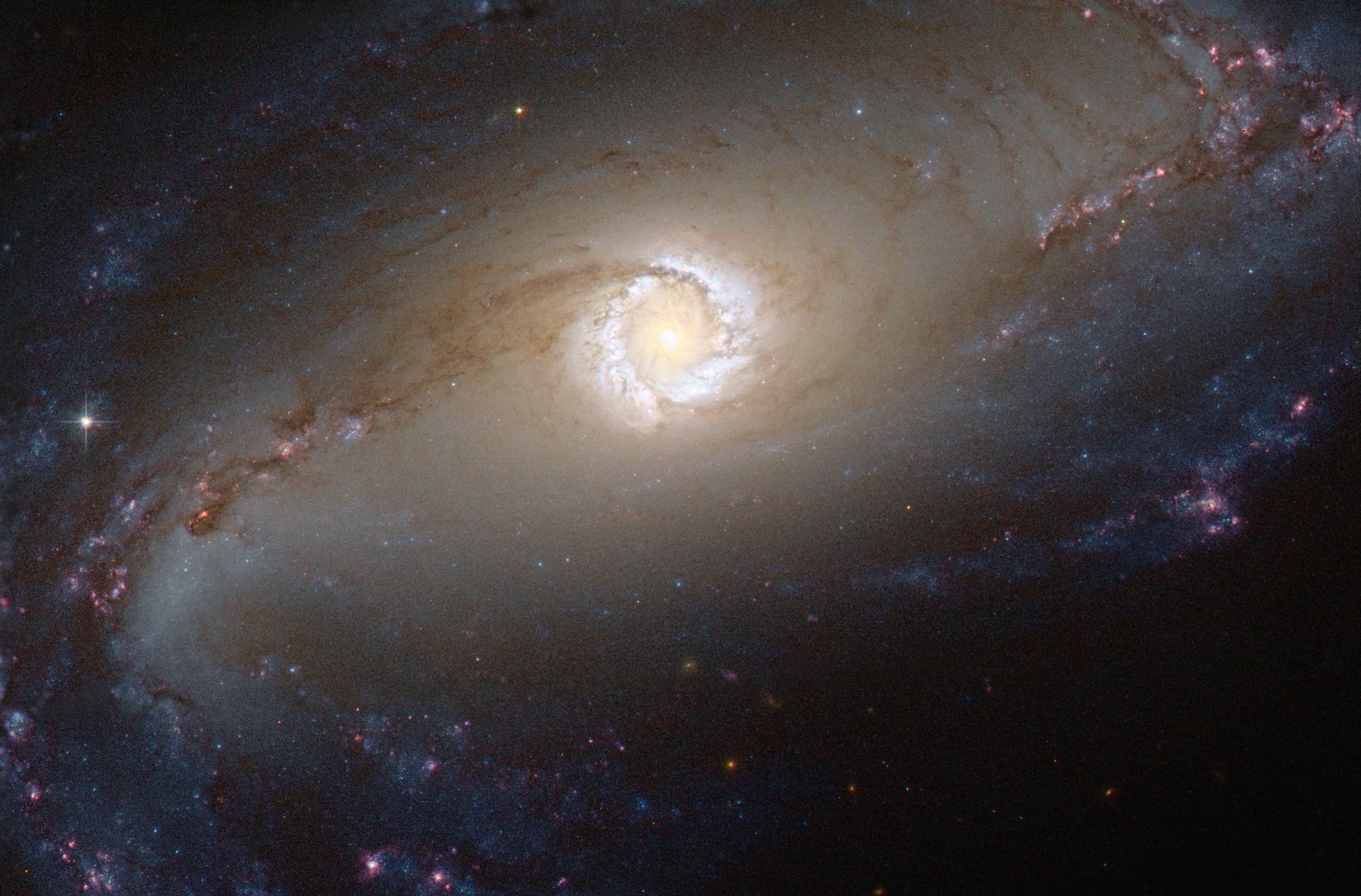
إن جي سي 1097 هي مجرة زايفرت. ويبدو أن ثقبا أسودا كبير الكتلة يشغل مركزها وتقدر كتلته بنحو 100 مليون كتلة شمسية ويقوم بابتلاع المادة المحيطة به.

تتميز مجرات زايفرت بنواة شديدة السطوع وباشعاعات موجات كهرومغناطيسية تظهر في خطوط الطيف شديدة اللمعان صادرة من الهيدروجين والهيليوم والنيتروجين والأكسجين. وتتميز خطوط الطيف هذه باتساع دوبلر الذي يعزى إلى سرعات عالية لحركة المصدر، بين 500 إلى 4000 كيلومتر في الثانية. وتوجد تلك السرعات الفائقة في القرص الغازي المحيط عادة بثقب أسود.
تنشأ خطوط الطيف المميزة هذه من سطح القرص الغازي أو ربما تصدر من سحب غازية تضيؤها بشدة الغازات المتأينة الدوارة المتمركزة عند المركز. ويصعب تحديد موقع مصدر تلك الإشعاعات، إلا أن كل جزء من أجزاء القرص الغازي الغباري حول المركز يتسم بسرعة مختلفة عن أخته بالنسبة لخط رؤيتنا له. وكلما زادت سرعة دوران السحابة الغازية الغبارية حول الثقب الأسود كلما زاد اتساع خط الطيف الذي نستقبله. كما يعتمد درجة لمعان كل حلقة من قرص السحابة الغازية بسرعة تلك الحلقة.
وتبدي مجرات زايفرت اشعاعا شديدا في حيز الموجات الراديوية والأشعة تحت الحمراء والأشعة فوق البنفسجية وأشعة إكس، في حين يغلب في المجرات المعتادة الإصدار في حيز الضوء المرئي. ويعتقد أن الإشعاع الراديوي ناتج عن إشعاع سيكلوتروني خارج من نفاثتين متضادتي الإتجاه وعموديتين على القرص الغازي للمجرة ومصدرهما الحوصلة المجرية. أما الإشعة تحت الحمراء فهي ناتجة عن عملية ترشيح للأشعة في جزء القرص الغباري القريب من الحوصلة، حيث تُمتص ألوان الضوء الأزرق والأخضر (قصيرة الموجة) في الغبار وينفذ الطيف الأحمر (طويل الموجة) منه فنراه. ويعتقد أن الأشعة ذات الطاقة العالية وهي أشعة إكس صادرة من هالة شديدة الحرارة قريبة جدا من الثقب الأسود.

## التصنيف
صنفت مجرات زيفرت بنوعين 1 و 2 اعتمادا عما إذا كان الطيف ذو خطوط ضيقة وخطوط عريضة (نوع 1)، وان الطيف مكون من خطوط ضيقة فقط فتصنف مجرة زايفرت (نوع 2). ويعتقد أن النوعين هما وجهين لشيء واحد ولكن مظهره يعتمد على زاوية رؤيتنا له. تلك هي ما تسمى «نظرية زايفرت للتوحيد»Seyfert Unification theory . ويعتقد أن النوع 2 يرى عند رؤية المجرة بزاوية مما يجعل خطوط الطيف عريضة بسبب الامتصاص في الغبار حول المجرة. وأحيانا يمكن مشاهدة مجرة زايفرت 2 ذات خطوط الطيف العريضة في كضوء مستقطب. وقد اكتشف العالمين «أنتونوكي» و «ميلر» ذلك في مجرة زايفرت 2 بفحصهما لطيف
مسييه 77.

## معرض صور

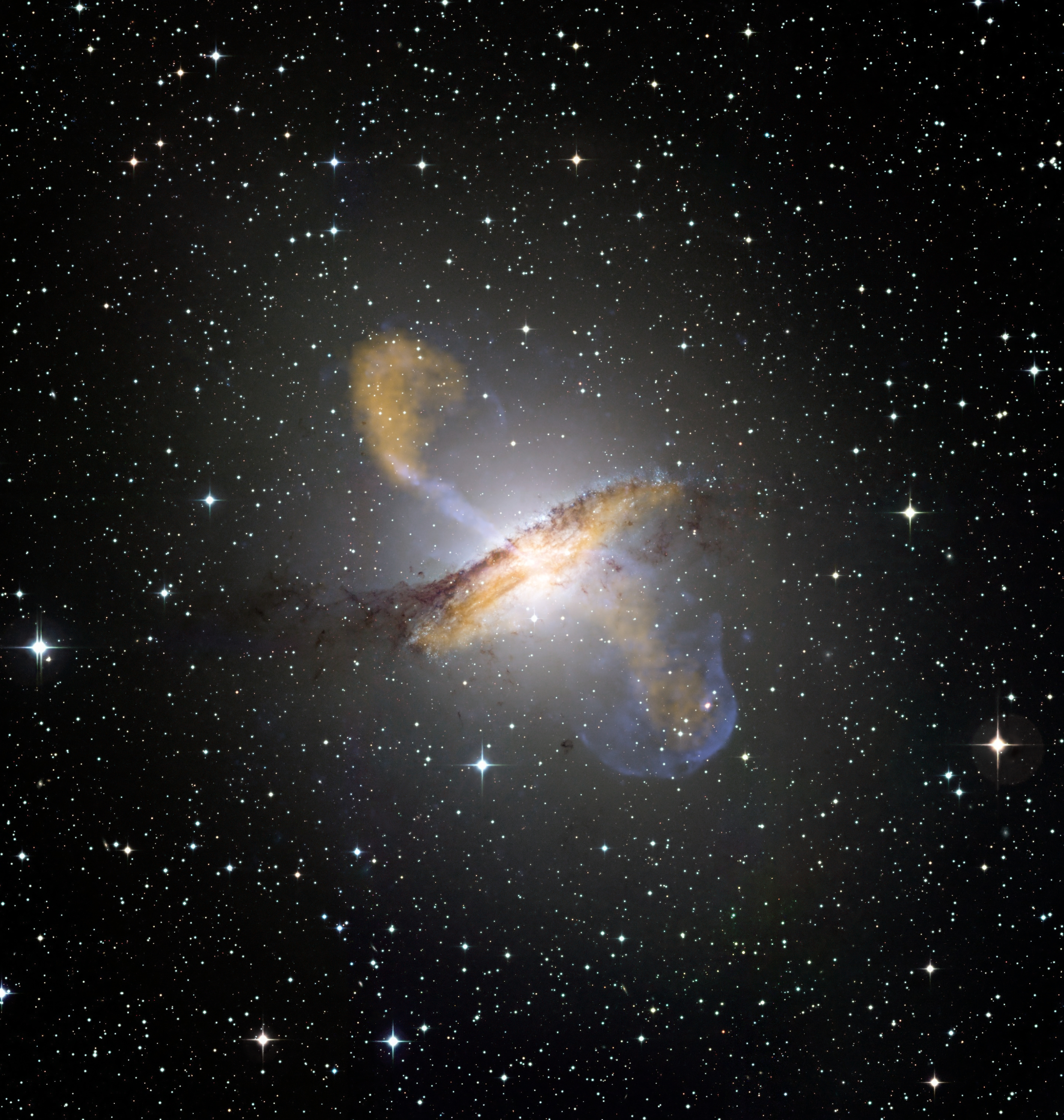
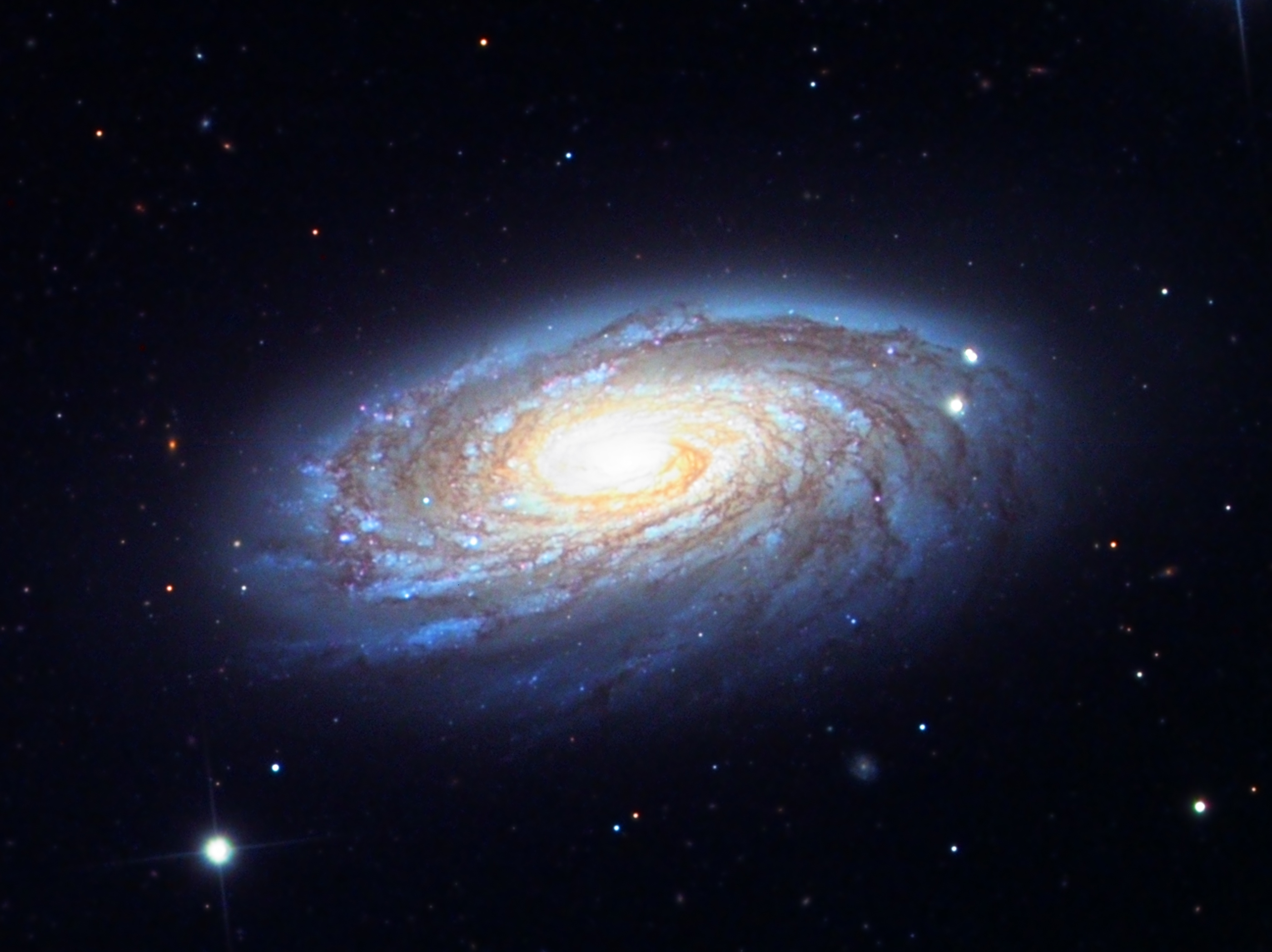

- 1=صُورة مُركبة مُلونة لِمجرَّة قنطورس A، تكشف الفُصُوص والانبعاثات الصادرة من الثُقب الأسود النشط في قلب هذه المجرَّة. رُكِّبت هذه الصُورة من مججموعةٍ من الصُور التي حصل عليها العُلماء بِواسطة ثلاثة أدوات، يعملُ كُلٌ منها على طول موجاتٍ مُختلفةٍ عن الأُخرى.

## اقرأ أيضا
- علم الفلك للأشعة السينية
- نجم زائف
- مجرة قزمة
- مجرة حلزونية
- مجرة إهليجية
- سحابة ماجلان
- خماسية ستيفان
- مجرة غريبة
- مجرة بيبي بووم
- مجرة هوغ
- الانفجار العظيم
- خط زمني للانفجار العظيم
- ثقب أسود
- مسييه 100
- خط زمني للانفجار العظيم
- مجرة مظلمة
- مجرة البيكار

## وصلات خارجية
- موقع الكون في الإنترنت